# Prolyonetia
Prolyonetia é um gênero de mariposa pertencente à família Acrolepiidae.